# Zürich (huyện)
Huyện Zürich (tiếng Pháp: District du Zürich, tiếng Đức: Bezirk Zürich) là một huyện hành chính của Thụy Sĩ. Huyện này thuộc bang Bang Zürich. Huyện Zürich có diện tích 88 km², dân số theo thống kê của cục thống kê Thụy Sĩ năm 1999 là 336822 người. Trung tâm của huyện đóng ở Zürich. Mã của huyện là 112.